# Асеновец (язовир)
Язовир „Асеновец“ е основно съоръжение в схемата на водоснабдяване на град Сливен.

## Местоположение
Пътната връзка до язовира представлява третокласен път, отклонение от съществуващия път от град Сливен за село Бяла.
Разположен е в долината на Асеновска река, на 9 км от град Сливен, в началото на тесен скалист пролом, след смесване на Асеновска река и Магарешка река. Теренът в района на хидровъзела има планински характер с много стръмни брегове. В створа на стената скатовете са стръмни, скалисти и на места с почти отвесни откоси.

## Водохранилище
За пълнене на водохранилището е изградена вододовеждаща деривация „Амза дере“ за 1160 л/сек, включваща три водохващания на водите на Беленска река над мина „Качулка“. Водохващанията са изградени на Арнаут дере, Търнишко дере и Емишал дере, съответно за водни количества 312, 520 и 248 л/сек.
В състава на хидровъзел „Асеновец“ влизат следните съоръжения: язовирна стена, открит траншеев преливник, водовземна кула, отбивен тунел, преустроен във водовземен и в основен изпускател, инжекционни и дренажни съоръжения и помощни сгради. Водоснабдителният водопровод за 1345 л/сек започва от две гасителни шахти, разположени на специална площадка в левия скат.